# Gordon Johnson (judoka)
Gordon Johnson es un deportista neozelandés que compitió en judo. Ganó una medalla de plata en el Campeonato de Oceanía de Judo de 1966, en la categoría de –63 kg.

## Palmarés internacional
| Campeonato de Oceanía | Campeonato de Oceanía | Campeonato de Oceanía | Campeonato de Oceanía |
| Año                   | Lugar                 | Medalla               | Categoría             |
| --------------------- | --------------------- | --------------------- | --------------------- |
| 1966                  | Sídney (Australia)    | Medalla de plata      | –63 kg                |